# Patrick Sáez
Patrick Sáez (Concepción, 11 de marzo de 1979) es un exjugador de baloncesto chileno. Aunque habitualmente actuaba en la posición de alero, también podía desempeñarse como escolta y base. Desarrolló su carrera como profesional en diversos clubes chilenos, y también representó a su país a nivel internacional en varios torneos.

## Trayectoria

### Clubes
| Club                      | País  | Año         |
| ------------------------- | ----- | ----------- |
| Deportivo Petrox          | Chile | 1997 - 1998 |
| Provincial Osorno         | Chile | 1999 - 2001 |
| Liceo Mixto               | Chile | 2002 - 2004 |
| Provincial Osorno         | Chile | 2004 - 2005 |
| Deportivo Valdivia        | Chile | 2006        |
| Universidad de Concepción | Chile | 2007        |
| Liceo Mixto               | Chile | 2007 - 2012 |
| Tinguiririca San Fernando | Chile | 2012 - 2014 |
| Universidad de Concepción | Chile | 2014 - 2016 |
| Atlético Puerto Varas     | Chile | 2016        |
| Tinguiririca San Fernando | Chile | 2016 - 2017 |
| Osorno Básquetbol         | Chile | 2017 - 2018 |

## Selección nacional
Sáez jugó para la selección de baloncesto de Chile, tanto a nivel juvenil como a nivel mayor. 
Estuvo presente en varias ediciones del Campeonato Sudamericano de Baloncesto, incluyendo las de 1997, 1999, 2003 y 2004. En 2008 estuvo en los planes del entrenador Daniel Allende para actuar en el Campeonato Sudamericano de Baloncesto de ese año, en el que Chile sería local, pero fue apartado del plantel antes del torneo por cuestiones disciplinarias.